# Автобан A485 (Німеччина)
Федеральний автобан 485 (A485, нім. Bundesautobahn 485) — автобан у Німеччині.
А485 — східна об'їзна дорога міста Гіссен. Між розв'язками 1 і 7 це східна гілка кільця Гіссенер.
А485 є однією з двох завершених частин покинутого плану розширення А49 до Дармштадта. Інша частина - це А661 від розв'язки 8 і далі.
Розв'язка 1 розділена на три частини. Рухаючись на північ, першою ділянкою, яку ви зустрінете, є трубна розв’язка з B3 автострада. B3 продовжує рух на північному напрямку, тоді як A485 потрібен для з’їзду з автостради праворуч. Після виїзду з А485 продовжується коротшою ділянкою автостради, проминаючи перехрестя Марбург Штрассе, а потім закінчується тунелем з A480. Усі три частини підписані як junction 1, і обидві труби мають назву Північне перехрестя Гіссена.